# Policarpio Juan Paz García
General Policarpio Juan Paz García (* 7. Dezember 1932 in La Arada, Municipio Goascorán, Departamento Valle; † 16. April 2000 in Tegucigalpa) war vom 7. August 1978 bis 26. Januar 1982 Präsident von Honduras.

## Leben
Policarpio Juan Paz García kommandierte das 250 Mann starke honduranische Kontingent der Fuerzas Interamericanas de Paz der Organisation Amerikanischer Staaten, welche ab 15. Juni 1965 an der Operation Power Pack teilnahmen.
Beim Fußballkrieg im Juli 1969 hatte er ein Kommando und wurde anschließend zum Oberst befördert.
Im August 1978 folgte er Juan Alberto Melgar Castro als Oberkommandierender der Armee und Brigadegeneral als dieser durch das Bananagate Oswaldo López Arellano als Präsident folgte.
Vom 7. August 1978 bis zum 25. Juli 1980 führte er die Staatsgeschäfte mit dem Luftwaffenoberst Domingo Álvarez Cruz und dem Oberstleutnant der Infanterie Amílcar Zelaya Rodríguez in einer Militärjunta. 
Die Junta rief zu allgemeinen Wahlen für die Asamblea Nacional Constituyente (ANC), eine verfassungsgebende Versammlung am 20. April 1980 auf. Die Alianza Liberal del Pueblo (Alipo) war Teil der Partido Liberal de Honduras, hatte aber keine Kandidaten.
Am 17. April 1980 verschwand der Manager der Texaco-Raffinerie Puerto Cortés. Er tauchte wieder auf, ohne dass Texaco juristische Schritte unternahm. Fuerza de Seguridad Pública nahm anschließend neun Oppositionspolitiker fest. Diese wurden im Gefängnis 13 Tage gefoltert und anschließend zu langjährigen Haftstrafen verurteilt.
Der Rechtsanwalt der neun politischen Gefangenen, Gerardo Salinas, wurde am 6. Juni 1980 auf offener Straße in der Nähe des Parque Central in Tegucigalpa von Sergeant Peña, Sergeant Arnulfo Guifarro und Agent Padilla von der Grupo 19 erschossen.
Die ANC trat am 20. Juli 1980 in Tegucigalpa zusammen und bestätigte am 25. Juli 1980 Policarpio Juan Paz García als Präsidenten. Paz weigerte sich, den Amtseid, welchen eine Gruppe von Abgeordneten aufgesetzt hatte, zu schwören. Der Eid verlangte von ihm, die verfassungsgebende Versammlung als Organ der Volksmacht zu respektieren und saubere Parlamentswahlen vorzubereiten. Da man sich auf keinen für ihn annehmbaren Text für einen solchen Eid einigen konnte, ging die ANC dem Konflikt aus dem Weg und strich die Zeremonie der Amtseinführung aus der Tagesordnung.
Paz Garcia vereinigte in sich das Amt der Armeeführung und des Präsidenten, ohne sich dem Volk oder seinen Vertretern gegenüber zu irgendetwas verpflichtet zu haben. 
Paz beförderte oppositionelle Generäle in den Ruhestand darunter Juan Alberto Melgar Castro und Oswaldo López Arellano und ernannte Oberst Gustavo Adolfo Álvarez Martínez zum Leiter der Fuerza de Seguridad Publica (FUSEP). Alvarez äußerte gegenüber US-Botschafter Jack Robert Binns, dass „extralegale Methoden notwendig sein dürften, um sich um die Subversiven zu kümmern.“ Alvarez pries die argentinische Methode, was Binns als Operation Condor interpretierte.
Im August 1980 dekretierte er eine Amnestie, durch welche die neun politischen Gefangenen sowie die Täter des Massakers von Los Horcones 1975 freikamen.
Nachdem in Nicaragua der Somoza-Clan am 19. Juli 1979 vertrieben worden war, wurde Honduras zum Aufmarschgebiet der Contras. Im November 1979 wurde James Francis Carney, bekannt als Pater Guadalupe Carney, abgeschoben und ausgebürgert. Carney gehört zu 184 Personen, welche von 1979 bis 1987 in Honduras verschwunden waren.
Zu den Trainern der Lager der Contras, Söldner in Honduras gehörten Mitglieder der Alianza Anticomunista Argentina und Mitglieder der Contras wurden zum Training nach Argentinien gebracht.
Am 14. Mai 1980 ermordeten Guardia Nacional etwa 300 Flüchtlinge am Río Sumpul, wobei sie von Militärs aus Honduras unterstützt wurden.
Die Regierung von Ronald Reagan gab 41 Millionen USD US-Wirtschaftshilfe und 11 Millionen USD US-Militärhilfe pro Jahr.
Honduras wurden 200 Millionen USD Darlehen angeboten, der größte Teil für den privaten Sektor. Die Verschuldung stieg auf 1,7 Milliarden USD.
In seine Amtsperiode fiel der Baubeginn der El-Cajón-Talsperre (Honduras).
Er unterschrieb einen allgemeinen Friedensvertrag mit der Regierung von El Salvador.
Es wird zu Präsidentschaftswahlen für die Amtsperiode 1982–1986 am 29. November 1981 aufgerufen.
Die Partido Liberal de Honduras erhielt für 636.392 Stimmen, 44 Abgeordnete,
die Partido Nacional de Honduras erhielt für 491.089 Stimmen, 33 Abgeordnete,
die Partido Innovación y Unidad erhielt mit 29.419 Stimmen drei Abgeordnete,
die Demócrata Cristiano erhielt mit 19.163 Stimmen einen Abgeordneten.
Am 26. Januar 1982 gab er im Nationalstadion in Tegucigalpa das Präsidentenamt an Roberto Suazo Córdova und wird zum Divisionsgeneral befördert.

## Regierungskabinett 1978–1980
- Justizverwaltungsminister: José Cristóbal Díaz García
- Außenminister: Roberto Palma Gálvez, Eliseo Pérez Cadalso
- Minister für Bodenschätze: Rafael Leonardo Callejas
- Sozial- und Gesundheitsvorsorgeminister: Luís Counsin
- Wirtschaftsminister: Carlos Manuel Zerón
- Minister für Kommunikation, Transport und öffentliche Arbeiten: Mario Flores Theresín
- Minister für öffentliche Bildung: Eugenio Matute Canizales
- Minister für Arbeits und Sozialunterstützung: Adalberto Discua Rodríguez
- Kultur- und Tourismusminister: Armando Álvarez Martínez
- Finanzminister: Valentín Mendoza
- Minister für innere und äußere Verteidigung: Diego Landa Celano
- Wirtschaftsplanungsminister: Valentin Mendoza
- Geschäftsführer des Instituto Nacional Agrario (I.N.A.): Fabio David Salgado.
- Botschafter von Jimmy Carter, Mari-Luci Jaramillo, 27. Oktober 1977–19. September 1980

## Regierungskabinett 1980–1981
- Justizverwaltungsminister und Regierungsminister: Oscar Mejía Arellano
- Außenminister: Cesar Elvir Sierra
- Minister für Bodenschätze: Rodrigo Castillo Aguilar
- Minister für öffentliche Gesundheit und Sozialvorsorge: Juan Andonie Fernández
- Wirtschaftsminister: Rubén Mondragón
- Minister für Kommunikation, Transport und öffentliche Arbeiten: Mario Iván Casco
- Minister für öffentliche Bildung: Rafael Pineda Ponce
- Minister für Arbeits und Sozialunterstützung: Aristides Mejía
- Kultur- und Tourismusminister: Armando Álvarez Martínez
- Finanzminister: Valentín Mendoza
- Minister für innere und äußere Verteidigung: Mario Flores Theresín
- Wirtschaftsplanungsminister: Efraín Reconco Murillo
- Geschäftsführer des Instituto Nacional Agrario (I.N.A.): Edgardo Zúniga Rodesno
- Botschafter von Jimmy Carter, Jack Robert Binns 10. Oktober 1980–31. Oktober 1981
- Botschafter von Ronald Reagan, John Negroponte 11. November 1981–30. Mai 1985